# Schrei Tour
Tournées par Tokio Hotel
Zimmer 483 Tour 
(2007)
Le Schrei Tour est la première tournée du groupe allemand Tokio Hotel. Elle a débuté le 2 juillet 2005 et s'est terminé le 28 novembre 2006. Elle s'est déroulée dans cinq pays d'Europe : Allemagne, France, Autriche, Suisse et Pays-Bas.

## Set-List

### Europe
1. Jung Und Nicht Mehr Jugenfrei
2. Beichte
3. Ich Bin Nicht Ich
4. Schrei
5. Leb' Die Sekunde
6. Schwarz
7. Laß Uns Hier Raus
8. Gegen Meinen Willen
9. Durch den Monsun
10. Thema Nr. 1
11. Wenn Nichts mehr Geht
12. Rette mich
13. Freunde Bleiben
14. Der letzte Tag

Encore :
1. Frei Im Freien Fall
2. Unendlichkeit
3. Durch den Monsun

### Summer Tour
1. Jung Und Nicht Mehr Jugenfrei
2. Beichte
3. Ich Bin Nicht Ich
4. Schrei
5. Leb' Die Sekunde
6. Schwarz
7. Laß Uns Hier Raus
8. Gegen Meinen Willen
9. Durch Den Monsun
10. Thema Nr. 1
11. Wenn Nichts Mehr Geht
12. Rette Mich
13. Freunde Bleiben
14. Der Letzte Tag
15. Frei Im Freien Fall
16. Unendlichkeit
17. Durch Den Monsun

## Dates et Lieux des Concerts
Europe
- 02/07/2005 - Sachsen - Allemagne - Festival
- 13/07/2005 - Erfurt - Allemagne - Festival
- 22/07/2005 - Halberg - Allemagne - Festival
- 30/09/2005 - Magdebourg - Allemagne - Festival
- 05/11/2005 - Concert de charité pour les enfants
- 24/11/2005 - Oberhausen - Allemagne
- 29/11/2005 - Zürich - Suisse
- 04/12/2005 - Leipzig - Allemagne
- 05/12/2005 - Berlin - Allemagne
- 07/12/2005 - Hambourg - Allemagne
- 08/12/2005 - Cologne - Allemagne
- 10/12/2005 - Munich - Allemagne
- 12/12/2005 - Cologne - Allemagne
- 14/12/2005 - Wetzlar - Allemagne
- 16/12/2005 - Münster - Allemagne
- 17/12/2005 - Magdebourg - Allemagne
- 04/02/2006 - Pahlen - Allemagne
- 05/02/2006 - Cassel - Allemagne
- 08/02/2006 - Brême - Allemagne
- 09/02/2006 - Düsseldorf - Allemagne
- 14/02/2006 - Francfort - Allemagne
- 16/02/2006 - Trier - Allemagne
- 17/02/2006 - Ludwigshafen - Allemagne
- 19/02/2006 - Zürich - Suisse
- 20/02/2006 - Sursee - Allemagne
- 22/02/2006 - Freiburg - Allemagne
- 23/02/2006 - Ulm - Allemagne
- 25/02/2006 - Stuttgart - Allemagne
- 26/02/2006 - Munich - Allemagne
- 05/03/2006 - Nuremberg - Allemagne
- 06/03/2006 - Erfurt - Allemagne
- 08/03/2006 - Hambourg - Allemagne
- 09/03/2006 - Berlin - Allemagne
- 11/03/2006 - Oberhausen - Allemagne (C'est ce concert qu'on retrouve sur le DVD Schrei Live)
- 12/03/2006 - Bielefeld - Allemagne
- 14/03/2006 - Chemnitz - Allemagne
- 15/03/2006 - Dresde - Allemagne
- 19/03/2006 - Innsbruck - Autriche
- 21/03/2006 - Vienne - Autriche
- 22/03/2006 - Linz - Autriche
- 26/03/2006 - Cologne - Allemagne
- 13/04/2006 - Amsterdam - Pays Bas - Show Case
- 06/05/2006 - Stuttgart - Allemagne
- 27/05/2006 - Bonn - Allemagne
- 28/05/2006 - Bonn - Allemagne
- 04/06/2006 - Hessisch Lichtenau - Allemagne

Summer Festival
- 06/07/2006 - Gelsenkirchen - Allemagne
- 07/07/2006 - Herford - Allemagne
- 15/07/2006 - Mannheim - Allemagne
- 16/07/2006 - Aurich - Allemagne
- 21/07/2006 - Salzburg - Autriche
- 29/07/2006 - Neumarkt - Allemagne
- 12/08/2006 - Grobming - Autriche
- 18/08/2006 - Itzehoe - Allemagne
- 19/08/2006 - Meppen - Allemagne
- 25/08/2006 - Aachen - Allemagne
- 02/09/2006 - Esch / Alzette - Luxembourg
- 03/09/2006 - Saint Goarshausen - Allemagne
- 28/09/2006 - Paris - France - Trabendo
- 26/11/2006 - Paris - France - Bataclan
- 28/11/2006 - Lyon - France - Le transbordeur

## Musiciens
- Bill Kaulitz : Voix
- Tom Kaulitz : Guitare
- Georg Listing : Bassiste
- Gustav Schäfer : Batterie